# Éditions francophones d'Albator
 (décembre 2015).
Si vous disposez d'ouvrages ou d'articles de référence ou si vous connaissez des sites web de qualité traitant du thème abordé ici, merci de compléter l'article en donnant les références utiles à sa vérifiabilité et en les liant à la section « Notes et références ».
 (décembre 2015).
- Si vous ne connaissez pas le sujet, laissez ce bandeau (vous pouvez alors contacter les auteurs).
- Si vous supprimez le contenu mis en cause (vous pouvez préalablement contacter les auteurs),

argumentez précisément cette suppression dans la page de discussion
(un manque de référence n'est pas un argument ; une recherche réelle de référence doit avoir été effectuée, être formellement documentée).
Cet article reprend les éditions francophones d'Albator, des plus récentes aux plus anciennes.

## Albatoren bandes dessinées

### Le Journal de Captain Fulgur
Les épisodes suivants ont été publiés dans le magazine Captain Fulgur. Onze numéros de ce magazine ont été édités soit 33 épisodes.
Il existe aussi un recueil regroupant les numéros 1 à 6 du magazine et cinq albums cartonnés regroupant les épisodes 1 à 29.
| Épisode | Titre                         | Captain Fulgur (no) | Album cartonné                    |
| ------- | ----------------------------- | ------------------- | --------------------------------- |
| 01      | Piège pour Albator            | 1                   | Albator : La Bataille de l'espace |
| 02      | L’Incroyable vérité           | 1                   | Albator : La Bataille de l'espace |
| 03      | Le Magicien d’Arn             | 1                   | Albator : La Bataille de l'espace |
| 04      | Destination vers l'enfer vert | 2                   | Albator : La Bataille de l'espace |
| 05      | Le Vaisseau de la mort        | 2                   | Albator : La Bataille de l'espace |
| 06      | Stellie est capturée          | 2                   | La Revanche d'Albator             |
| 07      | Perdus dans la jungle         | 3                   | La Revanche d'Albator             |
| 08      | Échec et mat                  | 3                   | La Revanche d'Albator             |
| 09      | Bommerang                     | 3                   | La Revanche d'Albator             |
| 10      | L'Île du docteur Moro         | 4                   | La Revanche d'Albator             |
| 11      | Les Étrangers                 | 4                   | La Revanche d'Albator             |
| 12      | L'Île de la Mort              | 4                   | Le Triomphe d'Albator             |
| 13      | La Pyramide au fond des mers  | 5                   | Le Triomphe d'Albator             |
| 14      | Dernier Espoir                | 5                   | Le Triomphe d'Albator             |
| 15      | La Bataille de l’espoir       | 5                   | Le Triomphe d'Albator             |
| 16      | Piantak                       | 6                   | Le Triomphe d'Albator             |
| 17      | La Revanche de Piantak        | 6                   | Le Triomphe d'Albator             |
| 18      | Circuit fermé                 | 6                   | Le Choc des planètes              |
| 19      | La Poterie mystérieuse        | 7                   | Le Choc des planètes              |
| 20      | Le Secret                     | 7                   | Le Choc des planètes              |
| 21      | Aux confins des étoiles       | 7                   | Le Choc des planètes              |
| 22      | Brontosaure                   | 8                   | Le Choc des planètes              |
| 23      | Le Réveil du robot            | 8                   | Le Choc des planètes              |
| 24      | Cul de sac                    | 8                   | Les Silvydres attaquent           |
| 25      | Guet-apens                    | 9                   | Les Silvydres attaquent           |
| 26      | Délivrance                    | 9                   | Les Silvydres attaquent           |
| 27      | Attaque immédiate             | 9                   | Les Silvydres attaquent           |
| 28      | La Révélation                 | 10                  | Les Silvydres attaquent           |
| 29      | Rencontre                     | 10                  | Les Silvydres attaquent           |
| 30      | Les Naufrageuses d'âmes       | 10                  |                                   |
| 31      | Le Cratère des trépassés      | 11                  |                                   |
| 32      | Le Piège                      | 11                  |                                   |
| 33      | L’Ultime attaque              | 11                  |                                   |

### Le magazineTéléjunior
Les épisodes du magazine Téléjunior ont été dessinés par l'équipe Five Stars. 41 épisodes ont été publiés à partir du Téléjunior numéro 13 de la deuxième série jusqu'au numéro 53.
| Épisode | Titre                        | Téléjunior n° |
| ------- | ---------------------------- | ------------- |
| 01      | Destination Pluton           | 13            |
| 02      | Hors de danger               | 14            |
| 03      | Destination Terre            | 15            |
| 04      | Les Guerriers de la mer      | 16            |
| 05      | L'Attaque imprévue           | 17            |
| 06      | Menace sur Atlantis          | 18            |
| 07      | Le Grand Suspense            | 19            |
| 08      | Alerte immédiate             | 20            |
| 09      | Le Sphinx des sables         | 21            |
| 10      | Le Piège du désert           | 22            |
| 11      | Le Piège diabolique          | 23            |
| 12      | Destination pôle Nord        | 24            |
| 13      | Quand la mort tient la barre | 25            |
| 14      | Attaque tentaculaire         | 26            |
| 15      | Le Capitaine Tornadéo        | 27            |
| 16      | L'Îlot de l'ombre morte      | 28            |
| 17      | Le Traquenard de la reine    | 29            |
| 18      | L'Homme de la planète T      | 30            |
| 19      | Torus                        | 31            |
| 20      | La Sphère de l'espace        | 32            |
| 21      | L'Ombre de la mort           | 33            |
| 22      | Le Piège à facettes          | 34            |
| 23      | Le Char des abîmes           | 35            |
| 24      | Le Gouffre de la peur        | 36            |
| 25      | Alfred capturé               | 37            |
| 26      | Presque traître malgré lui   | 38            |
| 27      | L'Œil maudit                 | 39            |
| 28      | Acropolis now                | 40            |
| 29      | Brantosaur contre Reitor     | 41            |
| 30      | Tollus fils de Torus         | 42            |
| 31      | Albator attaque              | 43            |
| 32      | La Vengeance d'Albator       | 44            |
| 33      | En avant toute               | 45            |
| 34      | Destination Terre            | 46            |
| 35      | Les Insectes de l'espace     | 47            |
| 36      | Stellie                      | 48            |
| 37      | Stellie délivrée             | 49            |
| 38      | Le Piège mortel              | 50            |
| 39      | La Poursuite infernale       | 51            |
| 40      | La Planète oubliée           | 52            |
| 41      | Le Grand Bluff               | 53            |

### Éditions G.P. Rouge et Or
Deux albums cartonnés sont sortis en 1980.
1. Albator, le corsaire de l'espace[2].
2. Albator, le corsaire de l'espace – Seuls contre l'univers.

### Éditions Dargaud
Trois albums brochés sont sortis en 1979.
1. Albator le corsaire de l'espace[2].
2. Albator : Prisonnier du silence.
3. Albator : La Planète creuse.
4. Albator : Le Vaisseau fantôme (non paru ?).

## Albatoren Manga

### Éditions Kana

#### SérieCapitaine Albator
1. Albator le corsaire de l'espace, t. 1, 2002[3].
2. Albator le corsaire de l'espace, t. 2, 2002.
3. Albator le corsaire de l'espace, t.3, 2002.
4. Albator le corsaire de l'espace, t. 4, 2002.
5. Albator le corsaire de l'espace, t. 5, 2003.
6. Intégrale Capitaine Albator, 2014, p. 1085[4].

#### SérieCapitaine Albator – Dimension Voyage
1. Capitaine Albator – Dimension Voyage, t. 1, 19 février 2016[5].
2. Capitaine Albator – Dimension Voyage, t. 2, 1er juillet 2016.
3. Capitaine Albator – Dimension Voyage, t. 3, 20 janvier 2017.
4. Capitaine Albator – Dimension Voyage, t. 4, 2017.
5. Capitaine Albator – Dimension Voyage, t. 5, 2018.

#### Série Queen Emeraldas
Une intégrale de 847 pages sortie en 2014 avec un épisode spécial à la fin.

#### SérieL'anneau des Nibellungen
1. L'Anneau des Nibellungen, t. 1 : L'Or du Rhin, 2004.
2. L'Anneau des Nibellungen, t. 2 : L'Or du Rhin, 2004.
3. L'Anneau des Nibellungen, t. 3 : La Walkyrie, 2005.
4. L'Anneau des Nibellungen, t. 4 : La Walkyrie, 2005.
5. L'Anneau des Nibellungen, t. 5 : La Walkyrie, 2005.
6. L'Anneau des Nibellungen, t. 6 : Siegfried, 2005.
7. L'Anneau des Nibellungen, t. 7 : Siegfried, 2005.
8. L'Anneau des Nibellungen, t. 8 : Siegfried, 2005.

### Éditions Blackbox

#### Gun Frontier
1. Gun Frontier, t. 1, juillet 2016[7].
2. Gun Frontier, t. 2, juillet 2016.

## Séries dans le même Univers

### Éditions Clair de Lune

#### Yamato Le Cuirassé de l'espace
1. Yamato le cuirassé de l'espace, t. 1, 20 septembre 2012.
2. Yamato le cuirassé de l'espace, t. 2, 8 novembre 2012.
3. Yamato le cuirassé de l'espace, t. 3, 7 mars 2013.
4. Yamato le cuirassé de l'espace, t. 4, 22 août 2013.
5. Yamato le cuirassé de l'espace, t. 5, 17 octobre 2013.
6. Yamato le cuirassé de l'espace, t. 6, 16 janvier 2014.
7. Yamato le cuirassé de l'espace, t. 7, 16 janvier 2014.

### Éditions Blackbox

#### Cosmoship Yamato
1. Cosmoship Yamato, t. 1, 2015.
2. Cosmoship Yamato, t. 2, 2015.
3. Cosmoship Yamato, t. 3, 2015.

#### Danguard Ace
1. Danguard Ace, t. 1, février 2016.
2. Danguard Ace, t. 2, février 2016.

### Éditions Kana

#### Galaxy Express 999
1. Galaxy Express, t. 1, septembre 2004[8].
2. Galaxy Express, t. 2, novembre 2004.
3. Galaxy Express, t. 3, janvier 2005.
4. Galaxy Express, t. 4, mars 2005.
5. Galaxy Express, t. 5, mai 2005.
6. Galaxy Express, t. 6, juillet 2005.
7. Galaxy Express, t. 7, septembre 2005.
8. Galaxy Express, t. 8, novembre 2005.
9. Galaxy Express, t. 9, janvier 2006.
10. Galaxy Express, t. 10, mars 2006.
11. Galaxy Express, t. 11, mai 2006.
12. Galaxy Express, t. 12, juillet 2006.
13. Galaxy Express, t. 13, juillet 2006.
14. Galaxy Express, t. 14, novembre 2006.
15. Galaxy Express, t. 15, janvier 2007.
16. Galaxy Express, t. 16, mars 2007.
17. Galaxy Express, t. 17, mai 2007.
18. Galaxy Express, t. 18, août 2007.
19. Galaxy Express, t. 19, septembre 2007.
20. Galaxy Express, t. 20, novembre 2007.
21. Galaxy Express, t. 21, janvier 2008.

#### 24 Histoires d'un temps lointain
1. 24 histoires d'un temps lointain, juillet 2014  (ISBN 978-2-5050-6129-8).
2. 25 histoires d'un monde en 4 dimensions, 2018  (ISBN 978-2-5050-6998-0).